# Права ЛГБТ в Японии
Лесбиянки, геи, бисексуалы и трансгендерные люди (ЛГБТ) в Японии могут столкнуться с юридическими проблемами, с которыми не сталкиваются жители, не принадлежащие к ЛГБТ. Однополые сексуальные отношения были криминализированы лишь на короткое время в истории Японии между 1872 и 1880 годами, после чего была принята локализованная версия Наполеоновского Уголовного кодекса с равным возрастом сексуального согласия. Однополые пары и домохозяйства, возглавляемые однополыми парами, не имеют права на правовую защиту, доступную для пар противоположного пола, хотя с 2015 года некоторые города и префектуры предлагают символические «сертификаты партнерства» для признания отношений однополых пар. Япония — единственная страна в G7, которая юридически не признает однополые союзы в какой бы то ни было форме. В марте 2021 года окружной суд в Саппоро постановил, что непризнание однополых браков в стране является неконституционным по Конституции Японии, хотя решение суда не имеет немедленной юридической силы.
В культуре Японии и основных религиях нет истории враждебного отношения к гомосексуальности. По сообщениям, большинство японских граждан выступают за принятие гомосексуальности, при этом опрос 2019 года показал, что 68 процентов согласны с тем, что гомосексуальность должна быть принята обществом, а 22 процента были с этим мнением не согласны. Хотя многие политические партии открыто не поддерживают или не выступают против прав ЛГБТ, у власти находятся несколько открытых ЛГБТ-политиков. В 2003 году был принят закон, позволяющий трансгендерным людям изменять свой юридический пол после операции по смене пола и стерилизации. Дискриминация по признаку сексуальной ориентации и гендерной идентичности запрещена в некоторых городах, включая Токио.
Tokyo Rainbow Pride проводится ежегодно с 2012 года, и посещаемость увеличивается с каждым годом. Опрос, проведенный в 2015 году, показал, что большинство японцев поддерживают легализацию однополых браков. Дальнейшие опросы общественного мнения, проведенные в последующие годы, выявили высокий уровень поддержки однополых браков среди японской общественности, особенно среди молодого поколения. Однако опрос, проведенный в 2020 году среди более 10 000 ЛГБТ в Японии, показал, что 38 % из них подвергались преследованиям или нападениям.

## История

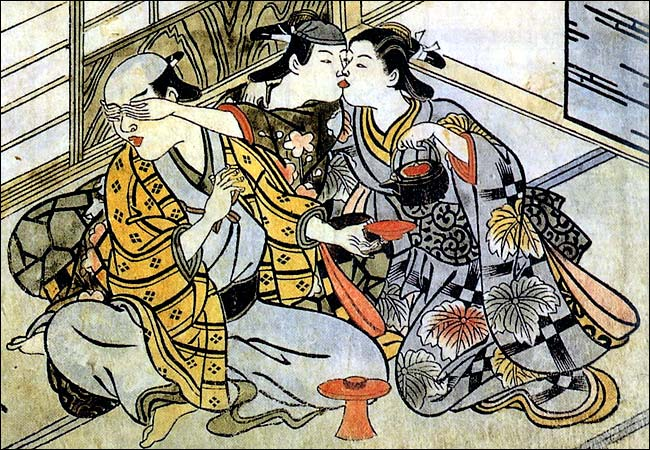
Вакасю (в головном платке) тайком целует проститутку за спиной своего покровителя. Художник: Нисикава Сукэнобу (1671—1750)

Гомосексуальность и однополые отношения были в Японии с древних времен. Первое упоминание о гомосексуальности в Японии содержится в девятом свитке хроники «Нихон сёки» (日本書紀, 720 год), в котором излагается информация о правлении Императрицы Дзингу (神功皇后). В нём описывается история об отношениях между двумя монахами. После смерти одного из них в результате болезни, второй, оплакивая его, умер рядом с ним. После этого они были похоронены в одной могиле.
В антологии «Манъёсю» (万葉集) содержатся романтические стихотворения под номерами 786~790 за авторством Отомо-но Якамоти (大伴家持) и Фудзивара-но Кусумаро (藤原訓儒麻呂), которые они написали друг другу:
Весенние дожди

Все льют и льют…

А вот цветы на белой сливе

Еще до сей поры никак не расцветут,—

Не оттого ль, что слишком молодая?
Ах, мнится мне,

Как будто сон все это,

Когда приходит

От любимого, тебя,

По многу раз гонец в знак твоего привета!
Посадил я

Слишком молодую сливу,

Что еще цветами даже не цвела,

И шумит о нас кругом молва,

Оттого я и тоскую ныне!
С какой тоской

Мечтаю я теперь,

О, если б в час, когда туман весенний

Легчайшей дымкой стелется вокруг,

Пришли бы вести от тебя, мой друг!
О, были б только сказаны слова,

Что прошумели бы, как шум весенних ветров,

А время пусть идет…

Пусть нынче не судьба…

Но будет все лишь так, как ты желаешь…
— Перевод А. Е. Глускиной
Два ответных стихотворения Фудзивара-но Кусумаро:
Глубоки корни сугэ, что растут

В тени у скал,

В ущелье горном.

И так же глубоко тебя любя,

Я разве не плачу взаимною любовью?
Ведь, говорят, дождей весенних ждут,

Как видно, в этом нынче дело.

Ах, слива юная

У дома моего

Еще раскрыть бутоны не успела!

— Перевод А. Е. Глускиной
В период до Мэйдзи отношения нансёку (яп. 男色) внутри буддийских монастырей носили гомосексуальный характер. Старший партнер, или нэндзя (яп. 念者, «любовник» или «поклонник»), должен был быть монахом, священником или аббатом, в то время как младший партнер был послушником (яп. 稚児 тиго), который был в возрасте препубертата или же будучи подростком. Отношения прекращались, когда мальчик достигал совершеннолетия (или покидал монастырь). Обе стороны были поощрены серьезно относиться к отношениям и вести дело с честью, а от нэндзя, возможно, потребовалось написать формальную клятву верности. В период Токугава некоторые из синтоистских богов, особенно Хатиман, Мёсин, Симмей и Тэндзин «стали рассматриваться как божества-хранители мужской любви».
Из религиозных кругов однополая любовь распространилась на класс воинов (самураев), где для мальчиков возрастной категории «вакасю» было принято обучать боевым искусствам, отдавая предпочтение среди учителей более опытному взрослому мужчине. Отношения были основаны на типичном нэндзя, который любит, и на типично более молодом тиго, которого любят. Мужчине было разрешено, если мальчик согласился, иметь мальчика в статусе любовника до тех пор, пока он не достигнет совершеннолетия. Ожидалось, что эти отношения будут эксклюзивными, и оба партнера должны были поклясться не заводить других (мужчин) любовников.
Когда Япония перешла в эпоху Мэйдзи, практика однополых отношений продолжалась; однако враждебность по отношению к этим практикам росла. Практика нансёку стала исчезать после русско-японской войны. Оппозиция гомосексуализму не утвердилась в Японии до 19-20 веков, благодаря усилиям Японской империи по вестернизации.

## Терминология
Современные японские термины для ЛГБТ-персон:
- сэйтэки сё:су:ся (性的少数者?, «сексуальные меньшинства»)[16]
- до:сэйайся (同性愛者?, дословно «человек, любящий представителей своего пола»)
  - хомосэкусяру (ホモセクシャル?, «гомосексуал»)
  - рэдзубиан (レズビアン?, «лесбиянка»)
  - гэй (ゲイ?, «гей»)
- рё:сэйайся (両性愛者?, дословно «человек, любящий представителей обоих полов»)
  - байсэкусюару (バイセクシュアル?, «бисексуал»)
- торансудзэнда: (トランスジェンダー?, «трансгендер»)[17].

## Законность однополой сексуальной активности
Гомосексуальность в Японии легальна. Нет никаких явных религиозных запретов на гомосексуальность в традиционной религии Японии, синтоизме, или в импортированных религиях буддизма или конфуцианства.
Однополые отношения впервые криминализованы в Японии в 1872 году, в начале эпохи Мэйдзи, чтобы соответствовать недавно введенным верованиям западной культуры и правовым кодексам Цин. Но это положение было отменено только семь лет спустя Уголовным кодексом 1880 года в соответствии с Уголовным кодексом Наполеона. С тех пор в Японии не было законов против гомосексуальности. Таким образом, секс между взрослыми по обоюдному согласию наедине, независимо от сексуальной ориентации и / или пола, является законным в соответствии с законодательством Японии.
Национальный минимальный возраст сексуального согласия в Японии составляет 16 лет в соответствии с Уголовным кодексом Японии. Тем не менее, многие муниципалитеты и префектуры имеют свои собственные законы, такие как Токийский закон о защите молодежи, который в большинстве случаев запрещает сексуальные отношения с молодыми людьми моложе 18 лет. В качестве дополнительного примечания, даже если возраст сексуального согласия в Японии может составлять 16 лет, возраст голосования составляет 18 лет. Возраст совершеннолетия — 20 лет (закон о понижении возраста совершеннолетия до 18 лет должен вступить в силу в 2022 году) и возраст разрешения вождения — 18 лет.

## Признание однополых отношений
Статья 24 Конституции Японии гласит, что «брак основывается только на взаимном согласии обоих полов и должен поддерживаться путем взаимного сотрудничества на основе равноправия мужа и жены». Статьи 731—737 Гражданского кодекса Японии ограничивают вступление в брак только для разнополых пар. Однополые пары не могут вступать в брак, а однополым парам не предоставляются права, вытекающие из брака. Кроме того, однополые браки, заключенные за границей, не признаются законом в Японии, и однополые пары с гражданами разных стран не могут получить визу для иностранного партнера на основании их отношений, хотя у Министерства юстиции есть общее правило предоставления дискреционных полномочий для выдачи визы для однополых супругов.
В марте 2009 года Япония начала разрешать японским гражданам вступать в брак с однополыми партнерами в странах, где однополые браки являются законными. Министерство юстиции поручило местным властям выдавать ключевые сертификаты, в которых указано, что человек не женат и достиг совершеннолетия, лицам, желающим вступить в однополые браки в областях, где это разрешено законом.
В феврале 2015 года отделение Сибуя (в Токио) объявило о планах по созданию партнерской системы, которая будет распознавать однополые пары в таких ситуациях, как посещение больниц и совместная аренда квартир. Эта процедура позволяет парам получить документ «доказательство партнерства», который не имеет никакого веса в соответствии с японским законодательством, но может помочь, например, в получении доступа к партнеру, который болен и находится в больнице, но учреждения не обязаны по закону уважать сертификаты. Система Сибуя считается значительным шагом на пути к соблюдению прав лесбиянок и геев в Японии. В июле 2015 года район Сетагая в Токио сообщил о присоединении к Сибуя в признании однополых партнерств с ноября того же года. С тех пор более 300 муниципалитетов начали выдавать сертификаты партнерства, в том числе густонаселенные Иокогама, Осака, Саппоро, Фукуока, Киото, Кавасаки, Сайтама и Хиросима, а также 19 префектур, включая весь Токио.
17 марта 2021 года окружной суд в Саппоро постановил, что законы или постановления, лишающие однополые пары права на вступление в брак, представляют собой незаконную дискриминацию и нарушают статью 14 Конституции Японии. Суд установил, что статья 24 не запрещает признание однополых браков. Постановление не узаконило однополые браки в Японии, но, вероятно, усилит давление на национальный парламент, чтобы он начал действовать.

## Усыновление и воспитание
Однополым парам не разрешено усыновление в Японии по закону. Лесбийские пары и одинокие женщины не имеют доступа к ЭКО и искусственному оплодотворению.
В апреле 2017 года Осака официально признала однополую пару приемными родителями, что стало первым подобным случаем в Японии.

## Защита от дискриминации
С 2021 года сексуальная ориентация и гендерная идентичность не защищены национальными законами о гражданских правах, а это означает, что у ЛГБТ среди японцев мало средств правовой защиты, когда они сталкиваются с дискриминацией в таких областях, как занятость, образование, жилье, здравоохранение и банковское дело. Согласно опросу Dentsu Diversity Lab 2018 года, более 65 % опрошенных ЛГБТ заявили, что они никому не открывались на работе или дома.
Конституция Японии обещает равные права и толкуется как запрещающая дискриминацию по всем признакам. Однако гомосексуалы и трансгендеры могут подвергаться физическому, сексуальному и психологическому насилию со стороны своих партнеров противоположного пола или того же пола, но не получают защиты со стороны закона. Однополые партнеры исключены из Закона о предотвращении супружеского насилия и защите жертв и, как правило, не имеют безопасных мест, где они могут искать помощи и поддержки.
В 2013 году Йодогава-ку, Осака, стал первым правительственным районом Японии, принявшим резолюцию о поддержке включения ЛГБТ, в том числе об обязательном обучении по вопросам чувствительности ЛГБТ для персонала отделения. Наха последовала их примеру в июле 2015 года.
В октябре 2018 года Токийское столичное собрание приняло закон, запрещающий любую дискриминацию по признаку сексуальной ориентации и гендерной идентичности. Закон, вступивший в силу в апреле 2019 года, также обязывает столичное правительство повышать осведомленность ЛГБТ и «принимать меры, необходимые для обеспечения того, чтобы ценности прав человека укоренились во всех уголках города». Закон запрещает публичное выражение ненавистнической риторики. До этого районы Сибуя и Сэтагая уже согласовали явную защиту для ЛГБТ.
В декабре 2018 года четыре политические партии: Конституционно-демократическая партия Японии, Демократическая партия народа, Коммунистическая партия Японии и Либеральная партия при поддержке нескольких независимых членов внесли в Палату представителей законопроект, озаглавленный «Предлагаемый закон о содействии ликвидации дискриминации по признаку сексуальной ориентации и гендерной идентичности», чтобы запретить дискриминацию, домогательства и издевательства в школах по признаку сексуальной ориентации.
В марте 2019 года в префектуре Ибараки был принят закон, запрещающий дискриминацию «сексуальных меньшинств».
Human Rights Watch, J-ALL (Японский альянс за законодательство о ЛГБТ) и Athlete Ally призвали премьер-министра Синдзо Абэ поддержать закон, защищающий ЛГБТ от дискриминации по признаку пола и сексуальной ориентации. 17 апреля 2020 года 96 правозащитных и ЛГБТ-организаций направили премьер-министру письмо с призывом принять закон о недискриминации.

### Дискриминация при приеме на работу
Хотя «Закон о равных возможностях трудоустройства» на протяжении многих лет пересматривался несколько раз для решения проблемы дискриминации по признаку пола и домогательств на рабочем месте, правительство отказалось расширить закон, чтобы устранить дискриминацию по признаку пола или сексуальной идентичности. Столичное правительство Токио приняло закон, запрещающий дискриминацию при приеме на работу по признаку сексуальной ориентации и гендерной идентичности.
Компании в Японии, состоящие из десяти и более сотрудников, обязаны устанавливать правила работы. В январе 2018 года Министерство здравоохранения, труда и социального обеспечения пересмотрело Типовые правила найма, которые «служат образцом для правил работы», чтобы запретить дискриминацию по признаку сексуальной ориентации и «гендерной идентификации». Статья 15 гласит:
В дополнение к тому, что предусмотрено статьей 12 предыдущего параграфа, сотрудникам запрещаются любые другие формы домогательств на рабочем месте, которые наносят ущерб рабочей среде других сотрудников, например, посредством высказываний или поведения, связанных с сексуальной ориентацией или гендерной идентификацией.

### Жилищная дискриминация
В 1990 году группа OCCUR (Японская ассоциация движения лесбиянок и геев) выиграла судебный процесс против политики правительства Токио, запрещавшей молодым геям и лесбиянкам пользоваться «Столичным домом для молодежи». Хотя решение суда, похоже, не распространяется на другие области спонсируемой государством дискриминации, суды ссылаются на него как на дело о гражданских правах.
С осени 2003 года «Агентство городского возрождения», государственное агентство, которое управляет государственным жилищным фондом, разрешило однополым парам арендовать жилье на том же уровне, что и гетеросексуальным парам, в любом из более чем 300 объектов собственности, которыми оно управляет. Это открыло путь для новых подобных действий, поскольку в сентябре 2005 года правительство Осаки открыло двери своего муниципального жилья для однополых пар.
В феврале 2018 года Министерство здравоохранения, труда и социального обеспечения приняло положения, направленные на борьбу с дискриминацией в области жилья, заявив, что «необходимо принять меры к тому, чтобы не отказывать в предоставлении жилья на основании сексуальной ориентации или гендерной идентичности».
В октябре 2020 года газета The Guardian сообщила, что несколько японских отелей для свиданий отказывают во въезде однополым парам по единственной причине их сексуальной ориентации, несмотря на то, что это незаконно в соответствии с федеральным законом 2018 года в соответствии с руководящими принципами Министерства здравоохранения, труда и благосостояния.

### Издевательства в школах
В 2017 году Министерство образования включило сексуальную ориентацию и гендерную идентичность в свою национальную политику в отношении издевательств. Политика предписывает школам предотвращать издевательства над учениками на основании их сексуальной ориентации или гендерной идентичности, «способствуя правильному пониманию учителями… сексуальной ориентации / гендерной идентичности, а также обеспечивая информирование о необходимых мерах школы по этому поводу».

### Другие
В январе 2018 года, после громкого инцидента в 2015 году, когда студент-гей из Университета Хитоцубаcи покончил жизнь самоубийством после того, как был исключен против его воли, город Кунитати принял постановление «против исключения», чтобы способствовать пониманию ЛГБТ. В марте 2021 года префектура Миэ приняла аналогичный закон о запрете исключения.
В июне 2019 года, после трех лет консультаций, специальный комитет правящей Либерально-демократической партии объявил, что законопроект о понимании и развитии ЛГБТ, направленный на улучшение понимания проблем ЛГБТ, будет внесен в национальный парламент. Однако активисты за права ЛГБТ раскритиковали закон за его несоответствие, поскольку в нем не упоминались однополые браки или меры защиты от дискриминации.
В апреле 2021 года Либерально-демократическая партия объявила, что примет законопроект о понимании и развитии ЛГБТ в ходе текущего заседания парламента, которое должно закончиться в июне. Законопроект требует от правительства только «способствовать пониманию ЛГБТ» и фактически не запрещает дискриминацию.

## Права трансгендерных людей
В 2003 году был принят закон, разрешающий трансгендерным людям изменять свой гендерный маркер в юридических документах. Для получения разрешения необходимо быть старше 22 лет, не состоять в браке, пройти операцию по смене пола, пройти стерилизацию и не иметь детей младше 20 лет. Закон, известный как «Закон об особых случаях обращения с гендерным статусом для лиц с расстройством гендерной идентичности» или просто Закон 111, вступил в силу в июле 2004 года и был оставлен в силе Верховным судом Японии в январе 2019 года. К тому времени 7000 человек изменили пол по закону. Суд хотел предотвратить «неразбериху» в отношениях между родителями и детьми, а также «резкие изменения» в японском обществе. Двое из судей большинства по-прежнему призвали общество «принять разнообразие сексуальной идентичности», добавив, что требования носят агрессивный характер, и призвали Национальный парламент пересмотреть их.
24 февраля 2012 года Ассоциация юристов Хиого рекомендовала перевести трансгендерную женщину из мужской тюрьмы в женское учреждение. Согласно этому отчету, она была помещена в мужское учреждение из-за ее юридического пола, несмотря на то, что до задержания перенесла операцию по смене пола, и с ней никоим образом не обращались как с женщиной. Сотрудник-мужчина проверил ее тело, ей побрили волосы и отказали в женской одежде.
Профессор Йельского университета Карен Накамура отмечает в ходе дискуссии, состоявшейся в октябре 2015 года, что «японские транс-активисты представляют свою гендерную идентичность как инвалидность, чтобы добиться больших социальных и правовых изменений в японском обществе», используя медицинский диагностический термин «инвалидность по гендерной идентичности» вместо «расстройства гендерной идентичности» (которое чаще встречается в материалах на английском языке). Частично это происходит из-за того, что Накамура называет «случайностью перевода»; слово сёгай (яп. 障害) можно интерпретировать как, в частности, как «инвалидность» или «расстройство». По словам Накамуры, это связано с тем, что в японском обществе сильна тенденция к защите людей с инвалидностью, выраженная также законодательно; таким образом, определение в большей степени членов сообщества инвалидов, а не квир-сообщества позволило трансгендерным людям из Японии более решительно отстаивать свои права перед законом и в обществе без социального остракизма, в большей степени, чем другим ЛГБТ-людям.
С апреля 2018 года трансгендерные люди имеют право на операцию по хирургической коррекции пола при условии, что они не получают гормональное лечение. Министерство здравоохранения, труда и социального обеспечения также разрешило трансгендерным людям использовать предпочитаемые имена в своих карточках медицинского страхования.
В июне 2018 года правительство Японии приняло новый закон, снижающий возраст совершеннолетия в Японии до 18 лет. Среди прочего, новый закон устанавливает возраст вступления в брак на уровне 18 лет как для мужчин, так и для женщин (ранее женщины могли вступать в брак в возрасте 16 лет) и позволяет 18-летним лицам получать действующие паспорта, кредитные карты и т. д. Закон также позволяет людям с диагнозом гендерная дисфория, прошедшим необратимую стерилизацию, изменить свой пол в возрасте 18 лет на законных основаниях. Изменения вступили в силу 1 апреля 2022 года.
В октябре 2020 года Хьюман Райтс Вотч написала письмо с призывом к официальным лицам Японии разрешить трансгендерным женщинам поступать в государственные женские университеты страны.

## Донорство крови
Геям и бисексуальным мужчинам разрешается сдавать кровь в Японии после шестимесячного периода воздержания от секса.

## Военная служба
Силы самообороны Японии, когда их спросили об их политике в отношении геев или лесбиянок после дебатов в США во время президентства Клинтона, ответили, что это не проблема, и отдельные лица в этих силах указали, что до тех пор, пока однополые отношения не приводили к дракам или другим неприятностям, было немного препятствий для их включения в вооруженные силы, если они вообще были.

## Знаменитости
В то время как изображения гомосексуалов в японских СМИ имеют тенденцию к карикатуре на основе стереотипов сексуальных или поведенческих отклонений, есть несколько примеров трансгендерных персон с популярным статусом знаменитостей в Японии, таких как Харуна Ай, Кайо Сато, Атару Накамура, Каба-тян, Утада Хикару и Икко.
Несколько выдающихся музыкантов, включая Ёсинори Канэмото и Аюми Хамасаки, имеют большие базы ЛГБТ-фанатов в результате их поддержки ЛГБТ-сообщества; Среди прочего, Утада Хикару показала медвежонка-гея по имени Кума, которого она представила еще в 2010 году, а Аюми Хамасаки выступила хедлайнером на токийском фестивале Pride 2018 (также Хамасаки снялась в фильме на тему ЛГБТ «Как песчинки» в 1990-х годах).
Различные знаменитости посвятили эфирное время на радио и подкастах темам ЛГБТ и поддержке вопросов ЛГБТ. Сё Сакураи из Араси провёл интервью с дрэг-квинами в 2015 году и получил прозвище «Вишня Сёко в небе». Мацуко Делюкс — известная и уважаемая телеведущая-дрэг-квин, подобная Лили Сэвидж (Великобритания) и Даме Эдне (Австралия). Специалист по образованию Наоки Оги (более известный учителям Японии по прозвищу «Огимама») в последние годы уделял внимание проблемам ЛГБТ в школах. В поддержку прав ЛГБТ выступили руководители корпораций и олимпийский спортсмен Дай Тамэсуэ. Один из самых ранних фильмов известного японского режиссера Хирокадзу Корээда, документальный фильм «Август без него», выпущенный в 1994 году, рассказывает о Хирате Ютаке, первом открыто гомосексуальном больном СПИДом в Японии. Снятый в течение нескольких месяцев, он контрастирует с его публичной жизнью как откровенной фигурой на лекциях и его личным погружением в болезнь и смерть.

## Политическая поддержка

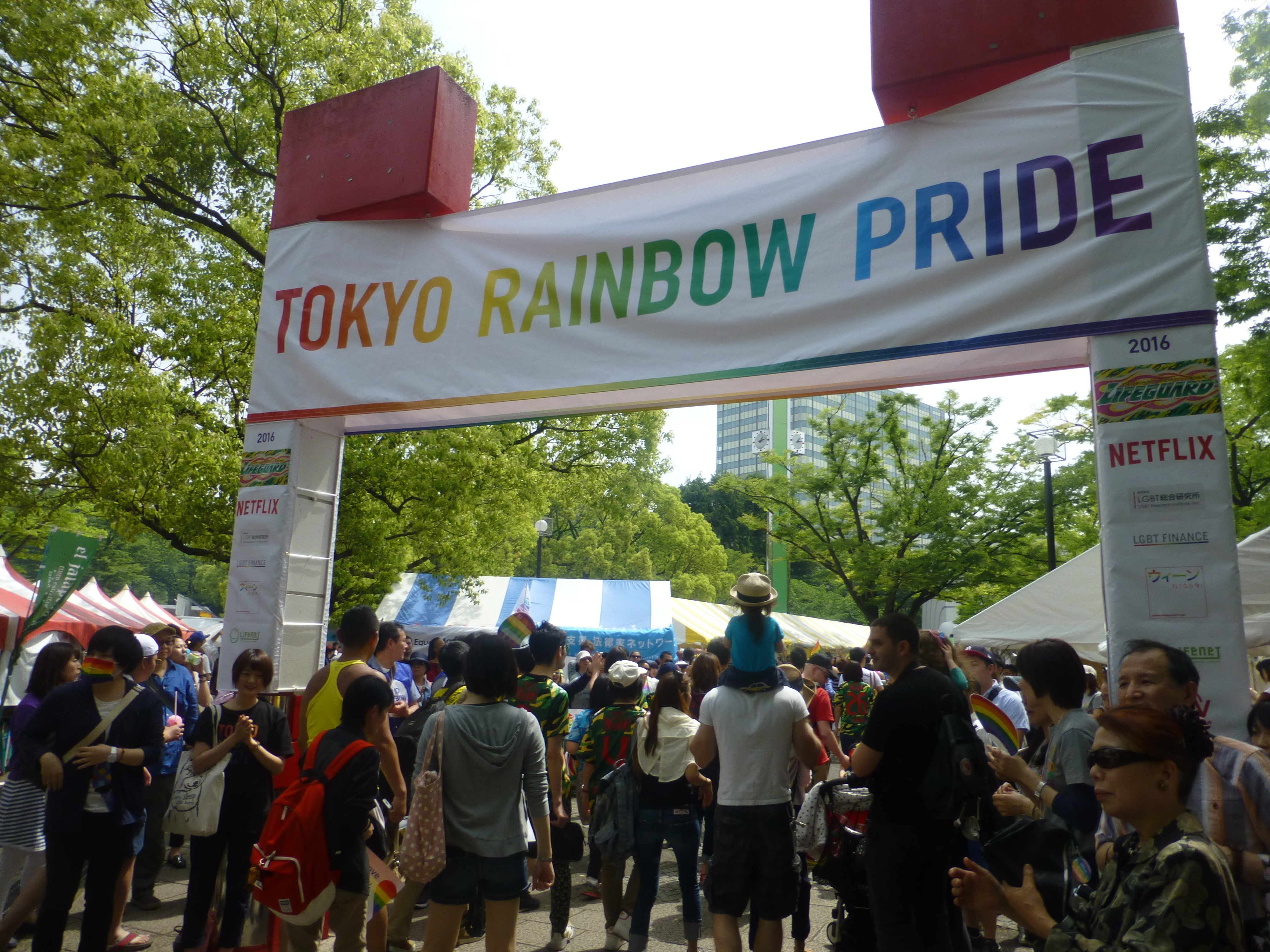
Tokyo Rainbow Pride в 2016 году

Большинство политических партий в Японии имеют официальные позиции за или против прав ЛГБТ в платформе или манифесте своей партии. Либерально-демократическая партия выступила против легализации однополых браков, в то время как Конституционно-демократическая партия, Коммунистическая партия и Социал-демократическая партия заявили о поддержке легализации.
В 2001 году Совет по продвижению прав человека при Министерстве юстиции рекомендовал включить сексуальную ориентацию в национальный кодекс гражданских прав, но парламент отказался принять эту рекомендацию.

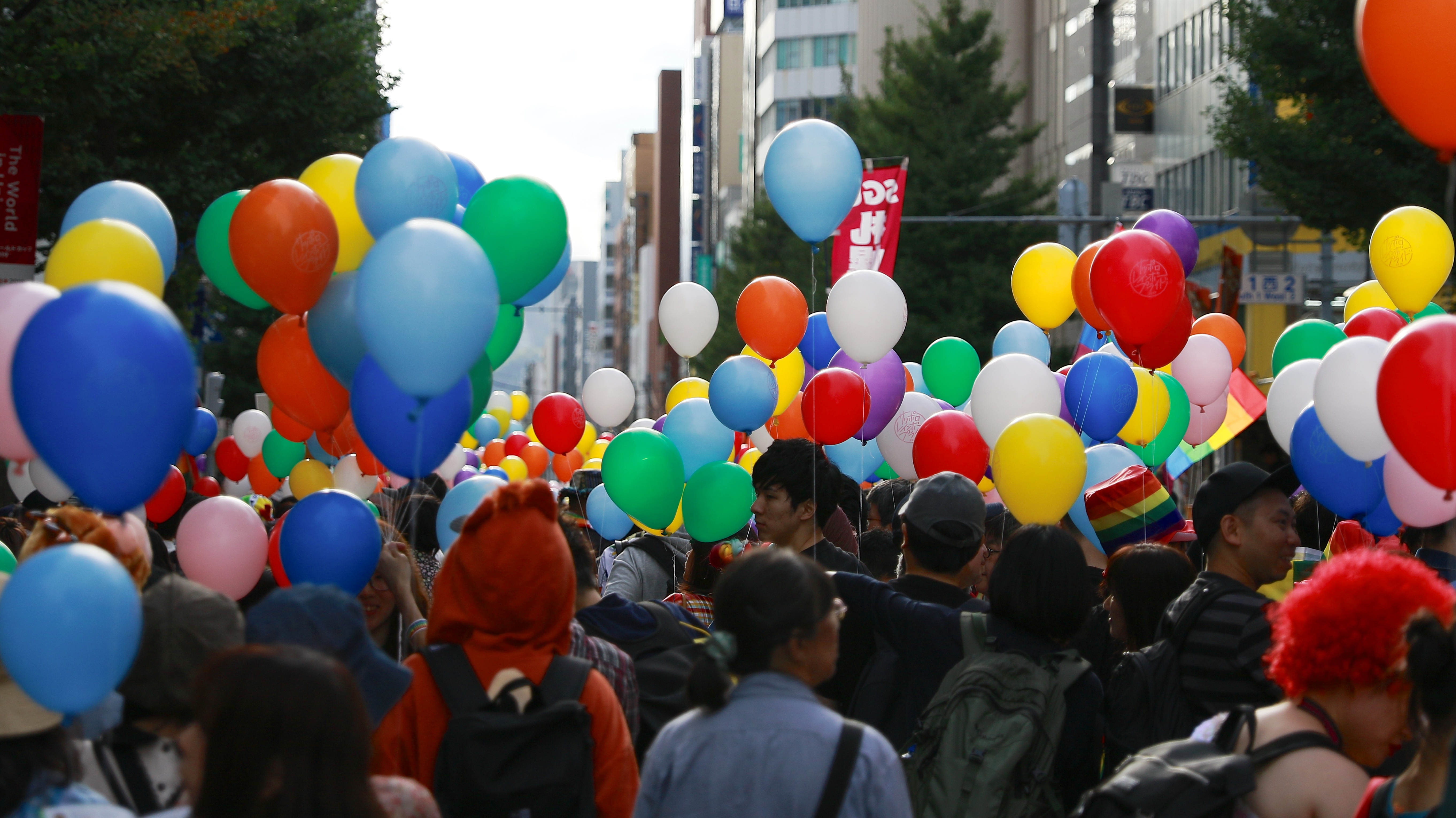
Sapporo Rainbow Pride в сентябре 2019 года

В 2003 году Ая Камикава стал первым политиком являющимся открытым трансгендерным человеком, избранным на государственную должность в Японии, получив место в Ассамблее района Сэтагая. Первоначально она баллотировалась как независимая, но выразила поддержку ныне несуществующей партии «Радуга и зеленые», а затем безуспешно баллотировалась в национальный парламент в качестве члена Демократической партии Японии.
В 2005 году Канако Оцудзи из ассамблеи префектуры Осака (2003—2007) стала первым открытым геем-политиком в Японии, когда она официально выступила на фестивале гей-прайда в Токио. Позже она недолго работала в Палате советников в 2013 году. После всеобщих выборов 2017 года Оцудзи стала первой открытой лесбиянкой-депутатом Палаты представителей.
В 2010 году губернатор Токио Синтаро Исихара столкнулся с международной критикой за высказанные им противоречивые комментарии, в которых он сказал, что геи и лесбиянки «в некотором роде. Это может быть из-за генетики. Мне жаль, что они меньшинство».
В 2011 году Тайга Исикава стал первым открытым геем, избранным на должность в Японии, получив место в местном собрании прихода Тосима. Он сообщил о своей ориентации в книге «Где мой парень» (2002) и основал некоммерческую организацию, которая спонсирует социальные мероприятия для геев в Японии. На выборах в Палату советников в 2019 году Исикава получил место в Палате советников, став первым открытым геем, сделавшим это. После своего избрания он пообещал легализовать однополые браки и принять антидискриминационные законы в течение шести лет своего срока.
На выборах в Палату советников в 2016 году правящая консервативная Либерально-демократическая партия включила в свой манифест, что «однополые браки несовместимы с Конституцией». Тем не менее, она также включала в свою платформу «содействие пониманию сексуального разнообразия», шаг, который был бы «немыслим» в прежние времена и который депутат Гаку Хасимото отчасти приписал улучшению международного имиджа страны в преддверии летних Олимпийских игр 2020 года в Токио. В 2019 году бывший министр обороны Томоми Инада заявила, что не уверена, сможет ли она ввести новый закон, направленный на большую терпимость к однополым отношениям на фоне противодействия со стороны ее коллег из Либерально-демократической партии. Хотя Инада заявила, что хочет «способствовать пониманию» ЛГБТ-людей, она заявила, что не пытается заставить Японию легализовать однополые браки или запретить дискриминацию в отношении ЛГБТ-граждан. Некоторые члены Либерально-демократической партии сделали противоречивые заявления, например, Кацуэй Хирасава, который в своей речи в феврале 2019 года утверждал, что «нация рухнет», если все будут геями. Другой депутат от правящей партии, Мио Сугита, опубликовал в журнале статью в 2018 году, назвав однополые пары «непродуктивными», потому что у них нет детей.
В марте 2017 года Томоя Хосода был избран членом Ассамблеи Ирума в префектуре Сайтама. Считается, что Хосода первым в мире открыто трансгендерным мужчиной, избранным на государственные должности.
Во время всеобщих выборов в стране в 2017 году недавно созданная Партия надежды губернатора Токио Юрико Коикэ обязалась искоренить дискриминацию ЛГБТ в своем манифесте.
В январе 2019 года трансженщина Мария Акасака стала членом городского собрания Камеока в префектуре Киото. В апреле 2019 года еще одна транс-женщина, Аяко Футигами, получила место в ассамблее префектуры Хоккайдо, представляя приход Хигаси-ку Саппоро. Она стала первым открытым трансгендерным человеком, занявшим пост префектурного собрания Японии.
В июне 2019 года Конституционно-демократическая партия добавила принятие закона, направленного на прекращение дискриминации в отношении ЛГБТ-сообщества и легализацию однополых браков в свои партийные платформы в преддверии выборов в Палату советников Японии в 2019 году.
В мае 2021 года правящую консервативную Либерально-демократическую партию Японии обвинили в нарушении Олимпийской хартии после того, как она не приняла законопроект о защите прав ЛГБТ-сообщества во время дискуссий, омраченных вспышками гомофобии со стороны консервативных депутатов. Закрытые встречи, проведенные в мае для обсуждения законопроекта, предложенного оппозиционными партиями, закончились без согласия после того, как некоторые депутаты Либерально-демократической партии заявили, что права сексуальных меньшинств «зашли слишком далеко». По сообщениям СМИ, неназванный депутат охарактеризовал ЛГБТ как «морально неприемлемых», а другой депутат, Казуо Яна, заявил, что сексуальные меньшинства «сопротивляются сохранению видов, которые встречаются в природе в биологических условиях». Отказ поддержать предложенный закон о защите прав ЛГБТ был осужден правозащитными группами, которые заявили, что партия заслужила «золотую медаль за гомофобию».